# 官店镇 (习水县)
官店镇，是中华人民共和国贵州省遵义市习水县下辖的一个乡镇级行政单位。

## 行政区划
官店镇下辖以下地区：
官店街道社区、官店村、先锋村、新庄村、田湾村、黄桃村、何村、三星村、里师村和民建村。